# Mutinerie navale grecque

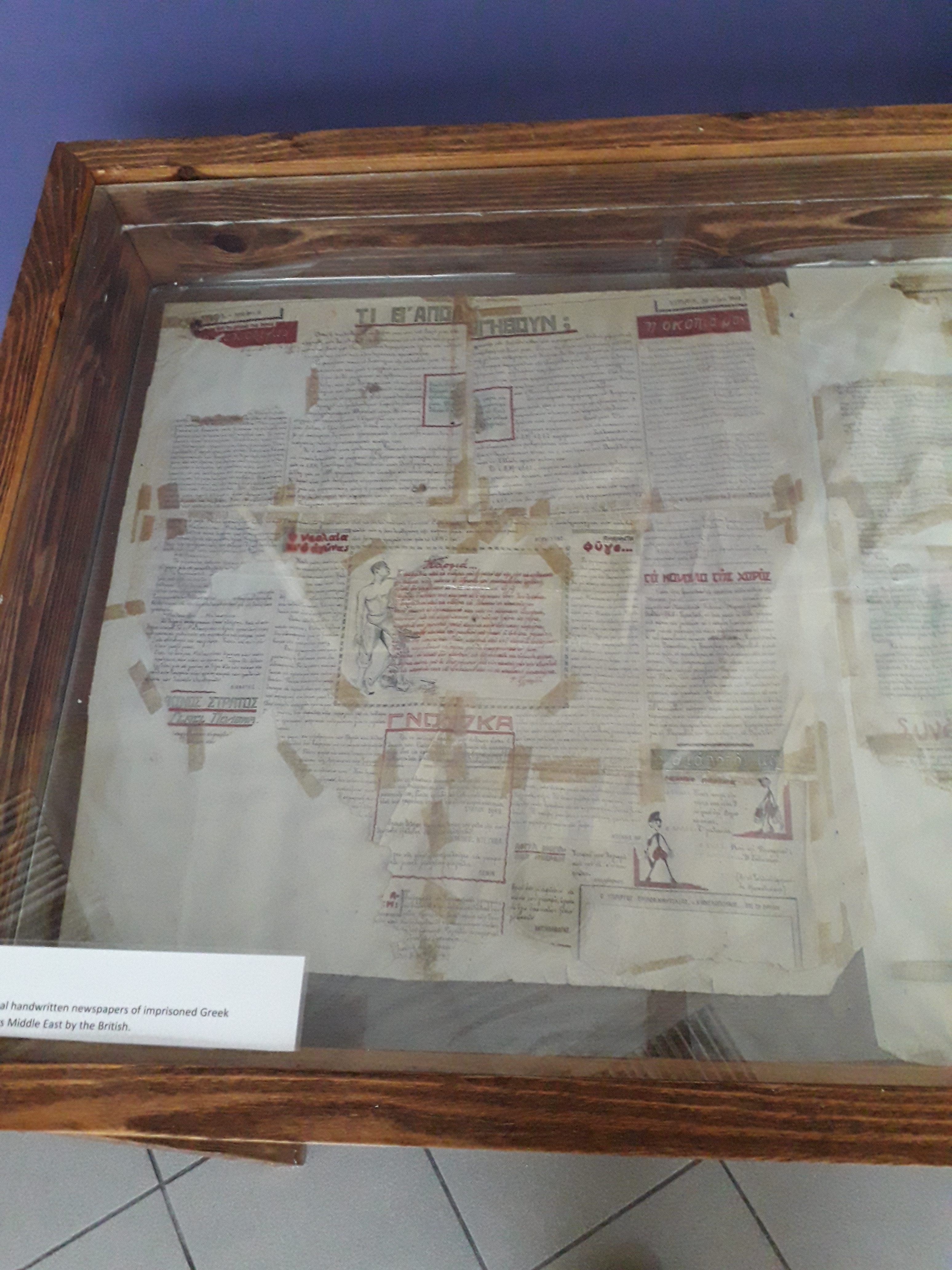
Journal écrit à la main par des membres des forces armées grecques au Moyen-Orient. Ils sont emprisonnés dans des camps de concentration britanniques à la suite de l'échec des mutineries pro-EAM au cours de la Seconde Guerre mondiale. Le journal est conservé au Musée de la Résistance Nationale d'Ilioupoli.

La mutinerie navale grecque, de 1944, est une mutinerie des équipages de cinq navires de la marine de guerre hellénique, en avril 1944, organisée par le gouvernement grec en exil, en soutien au Front de libération nationale (EAM). Petros Voulgaris est rappelé de sa retraite et nommé vice-amiral pour réprimer la révolte.
Celle-ci commence à Alexandrie. Des commissions révolutionnaires de marins sont constituées sur les navires et dans les établissements navals à terre, le 4 avril 1944.
Les bâtiments impliqués dans cette mutinerie, sont les corvettes Apostolis, Sachtouris et les destroyers Kriti, Ierax et Pindos.

## Source de la traduction
- (en) Cet article est partiellement ou en totalité issu de l’article de Wikipédia en anglais intitulé « 1944 Greek naval mutiny » (voir la liste des auteurs).